# آنا ستيوارت (ممثلة)
آنا ستيوارت (بالإنجليزية: Anna Stuart) هي ممثلة أمريكية، ولدت في 1 نوفمبر 1948 في بلوفيلد في الولايات المتحدة.

## أعمال

### مسلسلات
- عالم آخر

## وصلات خارجية
- آنا ستيوارت (ممثلة) على موقع IMDb (الإنجليزية)
- آنا ستيوارت (ممثلة) على موقع قاعدة بيانات الفيلم (الإنجليزية)